# Mirna
Mirna (in cirillico: Мирна) è un nome proprio di persona serbo e croato femminile.

## Origine e diffusione
Deriva dall'elemento slavo mir che significa "pace" o "mondo", comune a molti nomi di origine slava quali Mirko, Dragomir, Miroslavo, Mircea e così via. Vuol dire quindi "pacifica", significato condiviso anche dai nomi Ireneo e Sulamita.
Non va confuso col nome Myrna, che ha origini differenti.

## Onomastico
Il nome non è portato da alcuna santa, quindi è adespota. L'onomastico si festeggia quindi il 1º novembre, giorno di Ognissanti.

## Persone
- Mirna Doris, cantante italiana

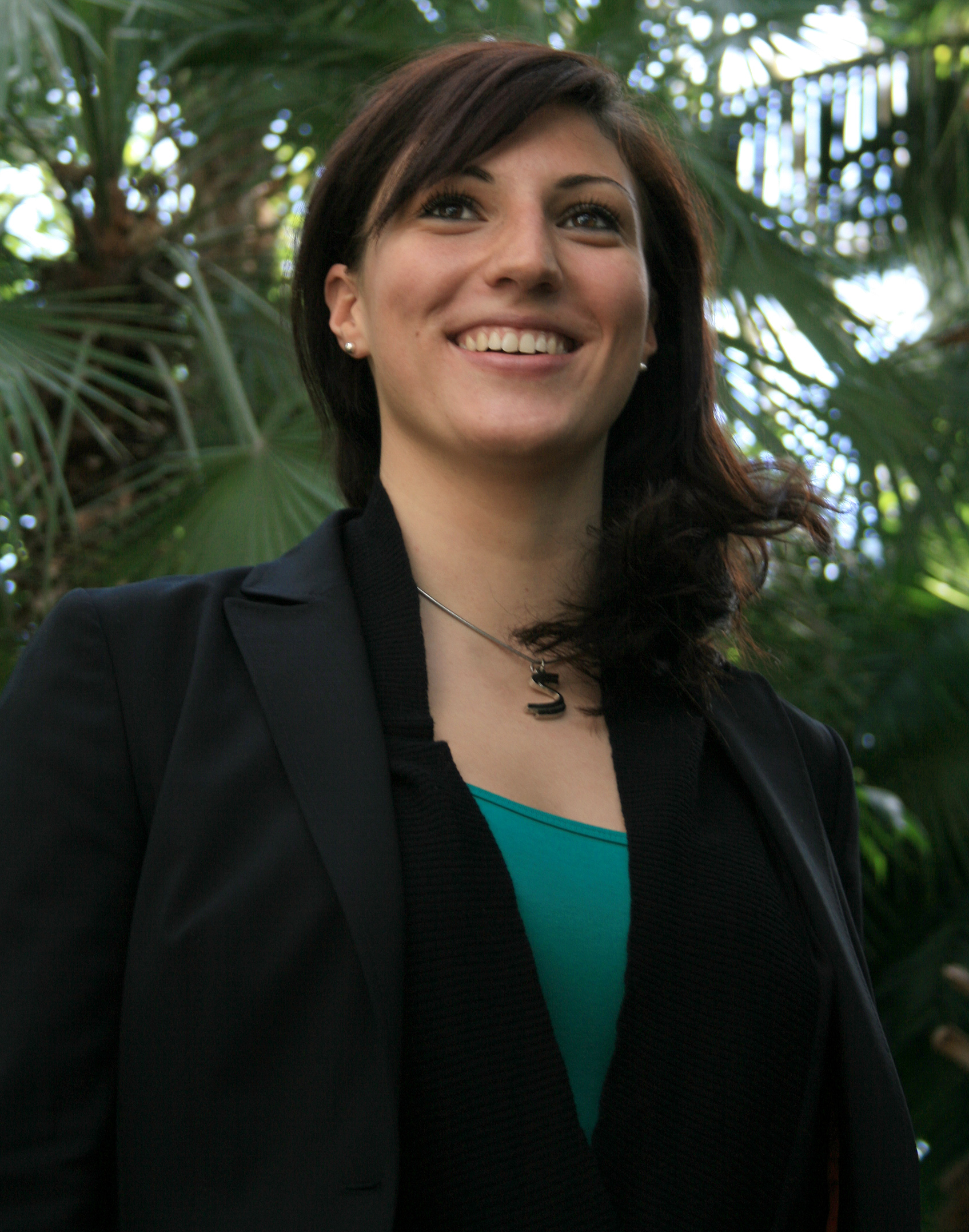
Mirna Jukić

- Mirna Granados, vero nome di Mari Possa, attrice, pornoattrice e personaggio televisivo statunitense
- Mirna Jukić, nuotatrice croata naturalizzata austriaca

## Il nome nelle arti
- Mirna è un personaggio del film del 1995 Peggio di così si muore, diretto da Marcello Cesena.
- Mirna è un personaggio della serie televisiva Carabinieri.